# John Stanich
John Peter Stanich (Sacramento, 18 gennaio 1925 – Houston, 1º aprile 2020) è stato un cestista statunitense.

## Carriera
Fratello di George Stanich, giocava nel ruolo di guardia. Ha disputato il Mondiale 1950 con gli Stati Uniti, vincendo la medaglia d'argento. In quella edizione venne eletto nel miglior quintetto della manifestazione.
Ha disputato il college a UCLA. Successivamente ha giocato in AAU con i Phillips 66ers, e in National Industrial Basketball League con i Denver Chevrolets e i Denver Central Bankers.

## Palmarès
- Mondiali: 1 argento: 1950
- AAU All American: 1949[6]
- NIBL All-Star: 1951, 1952[6]
- FIBA World Cup All-Tournament Teams: 1

1950